# 1950 en France
Chronologie de la France
- 1946
- 1947
- 1948
- 1949
- 1950
- 1951
- 1952
- 1953
- 1954

Cet article présente les faits marquants de l'année 1950 en France.

## Événements

### Janvier
1. 2 janvier: l'Assemblée nationale adopte en première lecture la loi de finances. Georges Bidault qui a posé trois fois la question de confiance a été soutenu[1].
2. 5 janvier : la vaccination contre la tuberculose est obligatoire par le BCG pour les groupes sensibles[2].
3. 26 janvier : constitution d'une commision d'enquête sur l'affaire des généraux[3].
4. 31 janvier : l'Assemblée nationale vote le budget après cinq votes de confiance[4]. La loi fiscale accentue fortement les mesures de prévention et de répression de la fraude fiscale. Augmentation de 1 % du taux de la taxe à la production et création d’un impôt exceptionnel de 10 % sur les bénéfices non distribués des sociétés.

### Février
- 4 février : la démission des ministres socialistes provoque la chute du deuxième gouvernement Bidault[5].
- 7 février : investiture du troisième gouvernement Bidault, sans la participation des Socialistes[6].
- 10 février : une Commission nationale d'économies est créée par décret conformément à la loi de finances du 31 janvier 1950. Elle est chargée de réaliser un plan d’économie de 75 milliards de francs dans les dépenses publiques pour les exercices 1950 et 1951[7].
- 11 février :
  - création du salaire minimum interprofessionnel garanti (SMIG)[8].
  - loi qui reconnait que la grève, droit constitutionnel, ne rompt pas le contrat de travail sauf faute lourde imputable au salarié[9].
- 24 février : Claude Barma réalise la première diffusion télévisée en direct de la RTF, Le Jeu de l'amour et du hasard de Marivaux, depuis la Comédie-Française ; il y a alors 3 794 postes de télévisions en France[10].

### Mars
- 3 mars : signature des conventions franco-sarroises, une série d’accords en faveur d’une autonomie accrue de la Sarre, occupée depuis 1947 par la France[11].
- 10 mars : publication au Journal officiel d'un rapport du Conseil économique sur le financement de la construction[12]. La France compte près de quatre millions d’immeubles vétustes et 40 % de logements insalubres ou surpeuplés[13].
- 16 mars : sortie du film La Beauté du diable de René Clair[14].
- 19 mars : appel de Stockholm du Mouvement mondial des partisans de la paix pour l’interdiction absolue de l’arme atomique[15].
- 29 mars : sortie du film Les Enfants terribles de Jean-Pierre Melville[16].
- 31 mars : sortie du film Le Roi Pandore d'André Berthomieu[17].

### Avril
- 2-6 avril : XIIe congrès du Parti communiste français à Gennevilliers sous le mot d'ordre « la paix ne tient qu'à un fil »[18].
- 6 avril : décret créant le code des impôts[19].
- 9 avril : scandale de Notre-Dame, organisé le dimanche de Pâques par le mouvement lettriste ; Michel Mourre, déguisé en moine, lit un texte de Serge Berna qui accuse l'Église catholique d'escroquerie[20].
- 18 avril : fin de la grève des dockers de 1949-1950 en France[21],[22].
- 27 avril : création du « Club Méditerranée » sous l'impulsion de Gérard Blitz[23].
- 28 avril : révocation du scientifique Frédéric Joliot-Curie du Commissariat à l'énergie atomique (CEA)[24].

### Mai

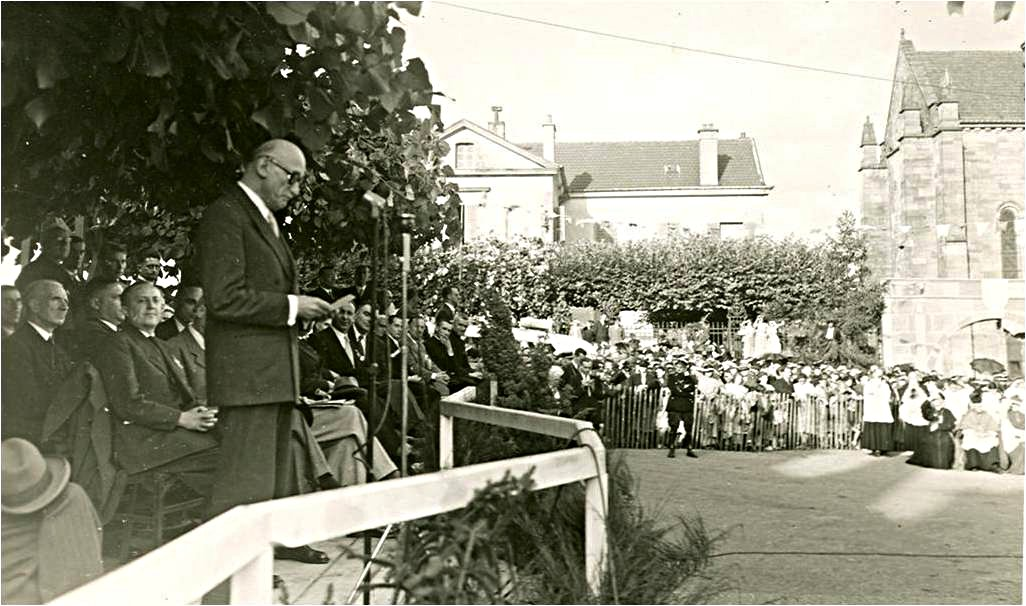
Robert Schuman lors des fêtes de Saint Colomban à Luxeuil en 1950.

- 8 mai : Acquitement de René Hardy, résistant accusé de trahison[25].
- 9 mai : déclaration Schuman ; Robert Schuman établit un plan sur l’Europe, proposant à la RFA le pool charbon acier (CECA, Communauté européenne du charbon et de l’acier)[26]. Le but du plan Schuman inspiré par Jean Monnet est de construire entre les Européens des liens économiques et sociaux tellement étroits afin de rendre la guerre impossible : « l’Europe [...] se fera par des réalisations concrètes, créant d’abord une solidarité de fait » (discours du salon de l’Horloge)[27].

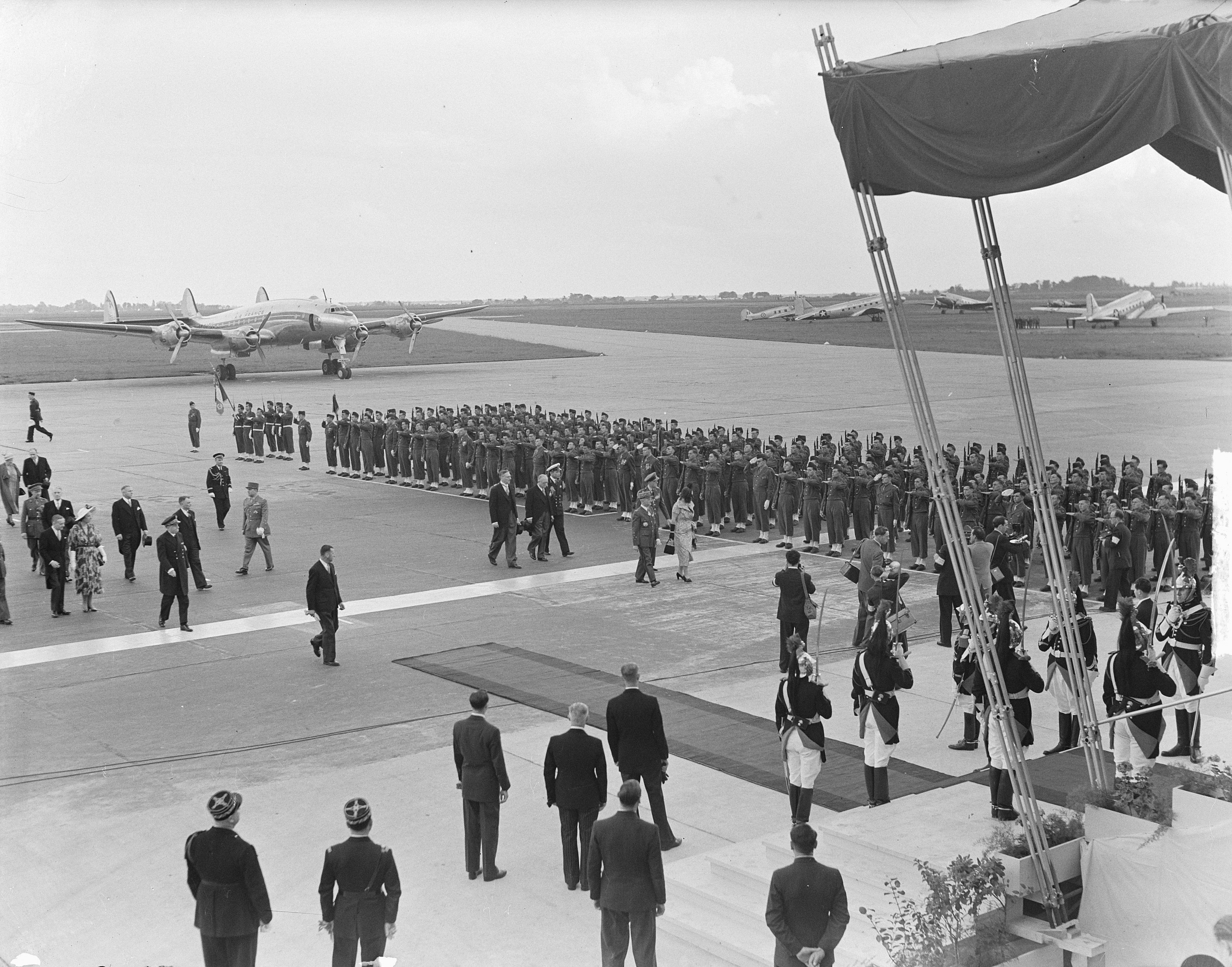
Arrivée de la reine Juliana à l'aéroport de Paris.

- 23-26 mai : visite officielle de la reine Juliana et du prince Bernard des Pays-Bas[28].
- 24 mai : une loi fixe la fête des Mères au dernier dimanche de mai[29].

### Juin
- 3 juin : les alpinistes français Maurice Herzog et Louis Lachenal, soutenus par leur équipe, réussissent l’ascension de l’Annapurna, au Népal. La nouvelle est annoncée à la une du journal Le Figaro, le 26 juin[30].
- 12 juin : le magazine Life publie une série de photographies de Robert Doisneau sur le thème de l'amour à Paris dont le célèbre Baiser de l'hôtel de ville[31]
- 24 juin :
  - chute du troisième gouvernement Bidault[4].
  - loi Minjoz qui autorise les caisses d'épargne à prêter leurs excédents de dépôt aux organismes HLM[32].

### Juillet
- 2-4 juillet : Henri Queuille forme un deuxième gouvernement qui échoue à l'investiture, le MRP ayant laissé la liberté de vote[33].
- 7 juillet : arrêt Dehaene du Conseil d’État. Le droit de grève exercé par des fonctionnaires est reconnu comme liberté fondamentale[34].
- 13 juillet : investiture du premier gouvernement Pleven par 329 voix contre 224[4]. Retour au gouvernement de la SFIO au sein d’une coalition de troisième force[35].
- 21 juillet : devant la crise de la construction de logements qui sévit depuis la Libération, le gouvernement fait voter une nouvelle loi qui accélère la construction de logements. Les locataires bénéficieront de primes et prêts à long terme du Crédit Foncier pour faciliter leur accession à la propriété. Par la même loi, les HBM deviennent les Habitations à loyer modéré (HLM)[36].

### Août
- 3 août : création du club de football de L'Olympique lyonnais[37].
- 23 août : décret fixant le salaire du salaire minimum interprofessionnel garanti ou SMIG[38].

### Septembre
- 7 septembre : opération Boléro-Paprika : arrestation, déportation ou expulsion de 288 étrangers, réfugiés espagnols pour la plupart, soupçonnés de « subversion communiste »[39].
- 12 septembre : Jean-Paul David crée l'association anticommuniste « Paix et Liberté »[24].
- 16 septembre, guerre d’Indochine : offensive de Giap sur la RC4[40].
- 19 septembre : création de l'union européenne des paiements, chargée de répartir les crédits Marshall, par l’Organisation européenne de coopération économique (future OCDE)[41].
- 20 septembre : sortie du film Justice est faite d'André Cayatte[42].
- 27 septembre : sortie du film La Ronde de Max Ophüls[43].
- 29 septembre : sortie du film Orphée, de Jean Cocteau[44].

### Octobre
- 3-8 octobre : première grande défaite militaire française de la guerre d’Indochine à la bataille de la RC 4 entre Cao Bang et Lang Son[45]. Les troupes françaises évacuent le Haut-Tonkin.
- 18 octobre : sortie du film Quai de Grenelle d'Emil-Edwin Reinert[46].
- 19 octobre : Pierre Mendès France critique la politique française en Indochine[24].
- 26 octobre : projet René Pleven de communauté européenne de défense[24].

### Novembre
- 3 novembre : crash de l'avion Lockheed Constellation Malabar Princess, parti de Bombay (Inde) et à destination Londres (Angleterre), dans le massif du Mont-Blanc[47].
- 23 novembre: Une loi fait du vol à main armée un crime capital[48],[49],[50].
- 30 novembre : la loi fixe à 18 mois la durée du service militaire et fait précéder l'appel sous les drapeaux d'examens de présélection, les fameux « 3 jours »[51]. Durant le conflit algérien, le service militaire passera à 30 mois.

### Décembre
- Sortie du Bic Cristal, premier stylo à bille jetable créé par le Baron Bich[52].
- 6 décembre : le général de Lattre de Tassigny est nommé Haut-Commissaire en Indochine[40].
- 16 décembre : catastrophe de l'Étançon. Quatre mineurs sont noyés aux mines de Ronchamp en Haute-Saône à la suite de l'inondation d'une galerie[53].
- 28 décembre : nouveau regroupement dans la sidérurgie lorraine avec la création de « Sidélor » (Union Sidérurgique Lorraine)[54].

## Naissances en 1950
- 12 janvier : 
  - Philippe Peythieu, acteur français de doublage, voix de Homer Simpson.
  - Patrice Dominguez, joueur de tennis († 12 avril 2015 à Paris)
- 22 février : Miou-Miou, actrice.
- 15 avril : Josiane Balasko, actrice, réalisatrice française et maman de Marilou Berry.
- 21 avril : Michel Rougerie, pilote automobile. († 31 mai 1981).
- 31 mai : François-Xavier Villain, homme politique français († 27 avril 2025).
- 16 juin : Alain Gillot-Pétré, journaliste et présentateur de météo français († 31 décembre 1999).
- 9 août : Anémone, actrice française († 30 avril 2019).
- 13 novembre : Patrick Guillemin, acteur français († 21 août 2011).

## Décès en 1950
- 6 février : Georges Imbert, ingénieur chimiste. (° 25 mars 1884).
- 2 mars : Joseph d'Arbaud, poète. (° 4 octobre 1874).
- 6 mars : Albert Lebrun, 15e président de la République française de 1932 à 1940. (° 29 août 1871).
- 30 mars : Léon Blum, homme politique français, ancien ministre, président du Conseil et président du GPRF (° 9 avril 1872)
- 16 avril : Arnaud Massy, joueur de golf. (° 6 juillet 1877).
- 28 septembre : Joë Bousquet, poète. (° 19 mars 1897).
- 10 novembre : Jean Biondi, politicien. (° 9 mai 1900).
- 11 novembre : Pierre-Jules Boulanger, ingénieur et dirigeant d'entreprise. (° 10 mars 1885).